# Horst Seidenfaden
Horst Seidenfaden (* 22. August 1956 in Kassel; † 24. Oktober 2024) war ein deutscher Journalist und Schriftsteller.

## Leben und Wirken
Nach dem Abitur und Wehrersatzdienst beim CVJM in Kassel begann Seidenfaden ein Volontariat bei der Kasseler Tageszeitung Hessische/Niedersächsische Allgemeine (HNA), bei der er als Lokalredakteur in Hann. Münden tätig war.
Anschließend studierte Seidenfaden mehrere Semester Volkswirtschaftslehre und Wirtschaftswissenschaften in Marburg und Kassel. 1982 kehrte er als Wirtschaftsredakteur zur HNA zurück. Ab 1986 war er Leiter der Wirtschaftsredaktion und 1992 Lokalchef in Kassel. 1996 übernahm Seidenfaden den Posten des stellvertretenden Chefredakteurs, 2002 wurde er zum Chefredakteur der Zeitung berufen.
Seit 2006 sind von ihm mehrere Kriminalromane erschienen, deren Handlung in seiner nordhessischen Heimat spielt.
Wegen interner Meinungsverschiedenheiten zur Geschäftsstrategie trennte sich die HNA von Seidenfaden zum Jahresende 2017 einvernehmlich.
Horst Seidenfaden war verheiratet und Vater dreier Kinder.

## Werke
- Zusammen mit Frank Thonicke: Fullewasser. Prolibris Verlag Kassel, 2006
- Das brennende Gesicht. B&S Siebenhaar Verlag, Berlin, 2007
- Rache für den Mörder. B&S Siebenhaar Verlag, Berlin, 2008
- Hadubrands Erbe. B&S Siebenhaar Verlag, Berlin, 2009
- Tristan. B&S Siebenhaar Verlag Berlin, 2011
- Die Akte Tristan. B&S Siebenhaar Verlag, Berlin, 2011
- Es is au als was. B&S Siebenhaar Verlag, Berlin, 2013
- Lilly und die Rasselbande, B&S Siebenhaar Verlag, Berlin 2017, ISBN 978-3-943132-17-5